# Anton Hilble
Anton Hilble (* 1. Februar 1878 in Ichenhausen im Landkreis Günzburg; † 7. Oktober 1960 in München) war Leiter und Präsident des bayerischen Landesvermessungsamtes, das heute den Namen Landesamt für Digitalisierung, Breitband und Vermessung Bayern trägt.

## Leben
Anton Hilble absolvierte ein Studium für Vermessungswesen an der Technischen Universität München – begleitet von einem Praktikum bei  Katasterbehörden –  und schloss es mit der Staatsprüfung für den Messungsdienst ab. Er begann seinen Dienst beim Vermessungsamt in Traunstein, wo er zum Jahresbeginn 1909 die Stelle des Bezirksgeometers einnahm. 1916 kam er – nach einem kurzzeitigen Heeresdienst – in gleicher Funktion zum Vermessungsamt Nabburg. 1918 zum Obergeometer ernannt, wurde er im Jahr darauf Oberamtmann und Leiter des Vermessungsamtes Weilheim. 1923 wurde er zum Staatsministerium der Finanzen versetzt und zwei Jahre später Oberregierungsrat im Landesvermessungsamt. Dort wurde er am 1. Juli 1928 als Ministerialrat Leiter des Referats Vermessung. Am 1. September 1932 wurde er zum Regierungsdirektor befördert und zum Leiter des Landesvermessungsamtes ernannt, dessen Präsident er am 1. Juli 1938 wurde. Zum 1. Dezember 1943 wurde er in den Ruhestand verabschiedet.